# Peripsychoda appendiculata
Peripsychoda appendiculata és una espècie d'insecte dípter pertanyent a la família dels psicòdids.

## Descripció
- Mascle: ulls separats per una distància igual a dues facetes de diàmetre; absència de sutura interocular; vèrtex igual a 4 vegades l'amplada del pont ocular, amb els costats arrodonits i estenent-se en una mena de projecció roma a l'occipuci; front amb una àrea pilosa triangular; palps una mica engrandits; antenes d'1,23 mm de llargària i amb l'escap dues vegades la mida del pedicel; tòrax sense patagi; ales d'1,75 mm de longitud i de 0,75 mm d'amplada, amb la vena cubital acabant lliure (no pas unida a R1, tot i que hi pot aparèixer una zona pigmentada per a completar la connexió); fèmur més llarg que la tíbia.
- Femella: similar al mascle, però amb els ulls separats per 3 facetes de diàmetre; el lòbul apical de la placa subgenital propi del gènere, amb els costats divergents i el marge apical còncau; antenes d'1,08 mm de llargària i ales d'1,95 mm de llargada i 0,75 mm d'amplada.[3]

## Distribució geogràfica
És un endemisme de Nova Guinea.